# IS17SH
AQUOS PHONE CL IS17SH（アクオス フォン シーエル アイエスイチナナエスエイチ）は、シャープによって日本国内向けに開発された、auブランドを展開するKDDIおよび沖縄セルラー電話のスマートフォンである。ISシリーズの一つ。CDMA 1X WIN（後のau 3G）対応。製造型番はSHI17でメーカー型番はAS46。

## 概要
AQUOS PHONE IS13SHの事実上のマイナーチェンジ。OSは工場出荷時にはAndroid OS 4.0を搭載している。商品名のCLとは「コンビネーションLCD」の意味である。
4.2インチのQHD液晶と、低消費電力で常時表示する2.1インチのメモリ液晶を組み合わせた「コンビネーション液晶」を搭載している。メモリ液晶部は、メインディスプレイ点灯中は「戻る/ホーム/MENU」キーとして機能し、メインディスプレイ消灯中は現在時刻や着信・歩数計情報、LISMO再生中の曲名などの様々な情報を表示できる。
IS13SHに比しての変更点は、内部メモリーの容量は512MBから1GBに、ROMの容量は4GBから8GBに増加、L800MHz帯（旧800MHz帯・CDMA Bandclass 3）エリア対応の廃止、KDDI Eメールの採用、「エコ技」の機能改善が図られ新たに「省エネWi-Fi」モードおよび「エコバックライトコントロール」モードなどにも対応した「新エコ技」の採用、防水のほかに防塵機能に対応した事などである。
2012年夏モデルのauスマートフォンの中で唯一、GSMローミングに対応していない。また、新規で開発されたauスマートフォンとしては、標準サイズのau ICカードが採用された最後の機種となった。
2012年9月に発売されたiPhone 5より全てLTE（au 4G LTE）対応機種となったため、au向けの純粋な3G専用スマートフォンとしては最後の機種となった。また、ISシリーズもISW13Fと共に最後に同時発売された機種である。

## 沿革
- 2012年（平成24年）
  - 5月15日 - KDDI、およびシャープより公式発表。
  - 7月20日 - 北陸・四国・九州地区にて先行発売。
  - 7月21日 - 北海道・関東・東北・中部・関西・中国地区にて発売。
  - 7月25日 - 沖縄地区にて発売。
- 2013年（平成25年）6月 - 販売終了。
- 2022年（令和4年）3月31日 - 同キャリアにおける3Gサービスの完全終了・停波により当機種はWi-Fi利用時を除き、全て使用不可となる[5][6]。

## メール・メッセンジャー
メールは2011年夏機種より対応しているKDDI Eメールアプリとなる。EZWEBのEメールに対応し、今までのau携帯電話と同様@ezweb.ne.jpのメールアドレスがそのまま利用可能となっており、絵文字なども利用可能となっている。またメールは3GのほかWi-Fi（無線LAN）による通信でも送受信する事が可能である。
Android OSの特徴であるGmailの複数アカウントの同時利用が可能となる。また、Gmailはリアルタイムでプッシュ着信をする。
通常のメールアプリでは、複数のPOP、IMAPメールが利用可能であり、EZwebメールはプッシュで着信する。
メッセンジャーでは、Google Talkがプリインストールされている。また、マーケットからWindows Live Messengerをはじめ、様々なメッセンジャーアプリをインストールし、利用することが可能となる。

## ブラウザ
ブラウザはGoogle Chrome LiteベースのAndroid標準ブラウザが搭載され、上述の通りAndroid OSの特徴でもあるFlash Player 10.2がアドオンされている。また、JavaScript（V8）もサポートされている。これにより、パソコンのブラウザとほぼ同等のフラッシュサイト、動画サイトが利用することが可能となり、ブラウザでニコニコ動画、YouTubeをはじめとした各種動画サイトが利用できる。そのほかにサードパーティー製のブラウザをインストールし利用することも可能となる。

## アプリケーション

### 利用可能なアプリケーションマーケット
- Android OS標準のGoogle Play Storeが利用可能である。またau Marketも利用できる。

### プリインストールアプリケーション
- mixi for SH - マイミクの日記やボイスの確認、画像付きの日記の作成・投稿が行える。またウィジェット機能も搭載されている。
- Twitter
- Google Map NAVI
- Google Maps
- Latitude
- Google検索、Google音声検索
- Snapeee for Android
- YouTube
- ギャラリー
- おサイフケータイ
- バーコードリーダー、情報リーダー、名刺リーダー
- LISMO
- au one GREE
- facebook
- Skype au
- Jibe

## その他機能
※PC向けWebブラウザが標準装備されておりFlashコンテンツもフル表示可能。携帯向けサイト(EZWeb)は他のスマートフォンやPCと同じく閲覧不可。
- 「新エコ技」機能

| 主な機能・対応サービス                                                  | 主な機能・対応サービス                           | 主な機能・対応サービス              | 主な機能・対応サービス        |
| ----------------------------------------------------------------------- | ------------------------------------------------ | ----------------------------------- | ----------------------------- |
| auウィジェット Webブラウザ                                              | LISMO! for Android メディアプレイヤー LISMO WAVE | おサイフケータイ                    | ワンセグ                      |
| au one メール PCメール Gmail EZwebメール                                | デコレーションメール デコレーションアニメ        | Skype au                            | PCドキュメント                |
| au Smart Sports Run & Walk Karada Manager ゴルフ(web版) Fitness、歩数計 | GPS 方位計                                       | au oneナビウォーク au one助手席ナビ | au one ニュースEX au one GREE |
| かんたんメニュー じぶん銀行                                             | 緊急地震速報                                     | Bluetooth                           | 無線LAN機能 (Wi-Fi)           |
| 赤外線通信 (IrSimple) (IrSS)                                            | WIN HIGH SPEED                                   | グローバルパスポート(CDMA)          | auフェムトセル                |
| microSD microSDHC                                                       | モーションセンサー(6軸)                          | 防水 防塵                           | 簡易留守録 着信拒否設定       |

- 安心セキュリティパックは、フル対応
- ベールビュー (覗き見防止フィルタのON/OFF)
- 家庭用レコーダーからの番組持ち出し[13]
- DLNAサーバー 1.5 (Image:JPEG / Audio:MP3,LPCM)
- ワイヤレス連携対応スマートファミリンク